# Michael Heisch
Michael Heisch (* 20. Mai 1963 in Schaffhausen) ist ein Schweizer Komponist, Kontrabassist, Kulturkritiker und Illustrator.

## Leben
Heisch ist Sohn des Schriftstellers und Satirikers Peter Heisch. Ab dem siebenten Lebensjahr erhielt er Klavierunterricht bei Henri Chappat. Er absolvierte zuerst eine Lehre zum Werbeassistenten. Heisch nahm ab 1980 privaten Kontrabass-Unterricht bei Bruno Brandenberger. Von 1981 bis 1984 studierte er dann bei Yoan Goilav am Konservatorium Winterthur, von 1989 bis 1991 bei Hämi Hämmerli an der Jazzschule St. Gallen und ab 1991 bei Andreas Cincera am Konservatorium der Stadt Zürich. Von 1990 bis 1991 absolvierte er gleichzeitig einen Vorkurs an der Schule für Gestaltung in Romanshorn.
Von 1990 bis 1994 studierte er Musiktheorie bei Martin Neukom und Christian Bänninger an der Schule für Musiktheorie in Zürich sowie privat Komposition bei Hans Ulrich Lehmann und Chorleitung und Dirigieren bei Christian Siegmann und Johannes Schöllhorn. Von 1994 bis 1995 folgte ein Studium in synthetischer Klanganalyse bei Gerald Bennett am Konservatorium der Stadt Zürich. Von 1998 bis 2002 studierte er dann Komposition bei Johannes Schöllhorn und Mathias Steinauer an der Hochschule für Musik und Theater Zürich-Winterthur.
Heisch lebt als Komponist und Kulturjournalist in Zürich. Als Kontrabassist arbeitete er bereits mit den Musikern Luigi Archetti, Sebastian Hofmann, Martin Lorenz und M. Vänçi Stirnemann zusammen. Er ist Mitglied des Komponistenkollegiums des Schweizerischen Zentrums für Computermusik (SZCM), Mitglied des Vorstandes der Internationalen Gesellschaft für Neue Musik, Sektion Zürich und des Forums für zeitgenössische Musik ADESSO.

## Auszeichnungen
- 1998: Preis beim Concorso Internazionale Luigi Russolo Di Musica Elettroacustica in Varese
- 2004: Nominiert für den Bodensee-Kunstpreis in Schaffhausen

## Werke (Auswahl)
- Eisenfresser (1996). Elektroakustische Musik für Tonband
- Theuth I und Theuth II (1996). Elektroakustische Musik für Tonband
- Flaneur (1996). Elektroakustische Musik für Tonband
- 5 Serifen für Streichtrio (1997) für Violine, Viola und Violoncello
- 5 Logogramme (1997) für Flöte solo
- Orchesterbearbeitungen (1997) nach 4 Klavierstücken von Franz Liszt
- Edison (1998). Elektroakustische Musik für Tonband
- Moiré - Studien für 4 Organetten (1999) für 4 Organetten
- Agnus Dei (1999). Elektroakustische Musik für Tonband und Orgel
- Zirufim (1999). Elektroakustische Musik für Tonband und elektrische Gitarre
- Schule des Schweigens (1999/2000). Eine Art Mini-Musiktheater für Tonband, Schauspieler und obligatem Kassettenrecorder
- Brouillage / Bruitage (1999, rev. 2002) für Kontrabass
- ...stumpffeine Linie von Geviertlänge... I bis V (2000). Elektroakustische Musik für Tonband, Work-in-Progress
- wechselspielwechsel I. Fall (2000) für Orgel und Schlagzeug
- Brouillage / Bruitage (2000, rev. 2003) für Piano
- Night Bites (2000) für Streichquartett und Sprecher
- Vogel fliegt, Fisch schwimmt, Mensch läuft (2001). Kammer/Hör/Spiel/Stück für Schauspieler und Musiker und Tonbandeinspielungen
- Chinese Cookies (2001) für Saxophonquartett und Sprecher
- wechselspielwechsel II. Fälle (2001) für Akkordeon und Schlagzeug
- 6 Serifen (2001) für Sopran und Piano
- Kitchen Accidents (2002) für Schlagzeugquartett und Sprecher
- Everblacks - fünf gefälschte Weanalieda (2002) für Stimme, Fagott, Piano, Viola und Kontrabass
- Brouillage / Bruitage (2002) für Schauspieler
- Best before: see lid (2002) für 2 Pianoforte, Celesta und Cembalo
- Night Bites - every Night (2003) für Streichorchester und Sprecher
- zu rich (2003) für Stimme, Violoncello, Piano und Turn-tables
- carpe noctem (2004) für Bassflöte, E-Gitarre und Schlagzeug
- kykloi (2004). Solo/Stimme/Schlagzeug
- Im Bauch des Türken (2004). Piano solo
- Rondo (2005). Kurzoper für variable Besetzung
- anadiplosis / parekbasis (2005) für Flöte, Violoncello und Klavier
- Disintegration (2005) für Klarinette, Akkordeon und Kontrabass
- Disintegration (Transkription, 2008) für Saxophon, Akkordeon und Violoncell
- Arc (2008) für Saxophon, Violoncello und Piano
- Schattenboxen (2008/09) für Sängerin, Ensemble, Boxer und Schauspieler
- How would Lubitsch have done it? (2010) für Flöte, Klarinette, Violine, Violoncello, Piano und Schlagzeug
- Bouillage/Bruitage - Penelope (2010) für Schlagzeug
- Bouillage/Bruitage - Circe (2010) für (Alt-)Flöte
- Moiré (2011) für Saxophon, Klavier und Schlagzeug

## Diskographie (Auswahl)
- 2008: Jack In The Box (DVD)
- 2008: Niederländische Sprichwörter
- 2010: Frozen Solid
- 2010: Schattenboxen (DVD)